# Dance Dance Revolution Party Collection
Dance Dance Revolution Party Collection (ダンスダンスレボリューションパーティーコレクション Dansu Dansu Reboryūshon Pātī Korekushon?) Es la siguiente entrega exclusiva para la versión hogar de la serie Dance Dance Revolution y BEMANI para PlayStation 2 después de la entrega de Dance Dance Revolution EXTREME, también disponible para PlayStation 2. Fue lanzado y distribuido el 11 de diciembre de 2003 Por la empresa Konami. Esta versión no está disponible en arcade.
El juego destaca por revivir varias canciones antiguas y traer consigo algunas canciones que no estuvieron disponibles para Dance Dance Revolution EXTREME para PlayStation 2 provenientes de su homónimo arcade. También rescata a todos los Characters (personajes que se elegían en el juego y bailaban al ritmo de la música) que aparecieron desde Dance Dance Revolution, hasta DDR 5th mix, incluyendo personajes de DDR SOLO. Tiene un total de 47 canciones, 34 jugables y 13 secretas para desbloquear, el cual de las trece, ocho son canciones ocultas y cinco son totalmente nuevas en la saga.

## Jugabilidad
El Party Collection usa la misma mecánica que las cuatro entregas anteriores, disponiendo también de la barra de dificultad a modo de pies, el Groove Radar, navegador de canciones en modo Song Wheel, y también el simulador de aprendizaje del modo Beginner el cual la mayoría de las canciones son fáciles de ejecutar, dejando pocas las que son muy difíciles. También están las órdenes por Sort ABC (orden alfabético), por Sort BPM (Orden por Beats per minute) desde el más lento al más veloz), y por último por Player's BEST (los mejores jugados), eliminando al género de orden Sort Series, visto antes en DDR Extreme. El juego carece de límite de tiempo, lo cual se podría pasar mucho tiempo interactuando en el menú libremente.
El juego también dispone del modo Nonstop 連 y el modo Challenge 鬼 (conocido también como Oni).

## Lista de canciones
en la siguiente tabla se muestran todas las canciones en total del juego, incluyendo tanto canciones ocultas como las nuevas añadidas:
Licenciado por Toshiba EMI:
| Nombre                                   | Artista                   |
| ---------------------------------------- | ------------------------- |
| BUTTERFLY                                | SMILE.dk                  |
| CAPTAIN JACK (GRANDALE REMIX)            | CAPTAIN JACK              |
| CONGA FEELING                            | VIVIAN                    |
| DAM DARIRAM                              | JOGA                      |
| DREAM A DREAM                            | CAPTAIN JACK              |
| DUB-I-DUB                                | ME&MY                     |
| EL RITMO TROPICAL                        | DIXIE'S GANG              |
| GET UP'N MOVE                            | S&K                       |
| I believe in miracles                    | HI-RISE                   |
| IF YOU WERE HERE                         | JENNIFER                  |
| LET'S GET DOWN                           | JT PLAYAZ                 |
| MOONLIGHT SHADOW(New Vocal Version)      | MISSING HEART             |
| RHYTHM AND POLICE(KOG G3 Mix)            | CJ CREW feat. CHRISTIAN D |
| SKY HIGH                                 | DJ MIKO                   |
| SYNCHRONIZED LOVE(Red Monster Hyper Mix) | JOE RINOIE                |
| Wannabe                                  | Spice Girls               |
| WE WILL ROCK YOU                         | HOUSEBOYZ                 |
| WITCH DOCTOR(GIANTS TOONS VERSION)       | CARTOONS                  |

Originales de KONAMI:
| Nombre                          | Artista             |
| ------------------------------- | ------------------- |
| 5.1.1.                          | dj nagureo          |
| ABSOLUTE                        | dj TAKA             |
| AM-3P                           | KTz                 |
| B4U                             | NAOKI               |
| BABY BABY GIMME YOUR LOVE       | DIVAS               |
| BRILLIANT 2U                    | NAOKI               |
| BURNIN' THE FLOOR               | NAOKI               |
| Can Be Real                     | Vision F            |
| CAN'T STOP FALLIN' IN LOVE      | NAOKI               |
| CELEBRATE NITE                  | NMR                 |
| DROP THE BOMB                   | Scotty D.           |
| END OF THE CENTURY              | NO.9                |
| Freedom                         | Be For U            |
| HIGHER                          | NM feat. SUNNY      |
| I Need You (Insideout Door Mix) | Supa Fova           |
| La Senorita                     | CAPTAIN. T          |
| Look To The Sky                 | SySF. Feat. ANNA    |
| 祭 JAPAN                        | RE-VENGE            |
| MY SUMMER LOVE                  | MITSU-O! with GEILA |
| ORION.78 ( AMeuro-MIX )         | RE-VENGE            |
| PARANOiA                        | 180                 |
| PARANOiA-Respect-               | .3k                 |
| PUT YOUR FAITH IN ME            | UZI-LAY             |
| Remember You                    | NM feat. Julie      |
| STARS☆☆☆(2nd NAOKI's style)     | TЁЯRA               |
| Silent Hill                     | THOMAS HOWARD       |
| STILL IN MY HEART               | NAOKI               |
| Sweet Sweet ♥ Magic             | Jun                 |
| Try 2 Luv. U                    | SFMP                |

## Modo nonstop
El Nonstop se caracteriza por tener 4 canciones por set, y sin pausas. Contiene 13 Courses, dos de ellas están ocultas, y se muestran a continuación:

## Modo Challenge
En modo Challenge se caracteriza por usar una batería de tres barras en lugar de la usual. Por cada mal acierto como GOOD, BOO, Miss o N.G., se elimina una barra de la batería del juego, si la barra llega a cero, se da por terminado el juego. La cantidad de canciones de cada curso puede variar, desde tener un total de 5 generalmente, a llegar a 20 canciones en un solo curso. Contiene 17 Courses, de las cuales hay cinco ocultas por desbloquear.